# Mindre bergand
Mindre bergand (Aythya affinis) är en fågel i familjen änder och den talrikaste dykanden som häckar i Nordamerika.

## Utseende

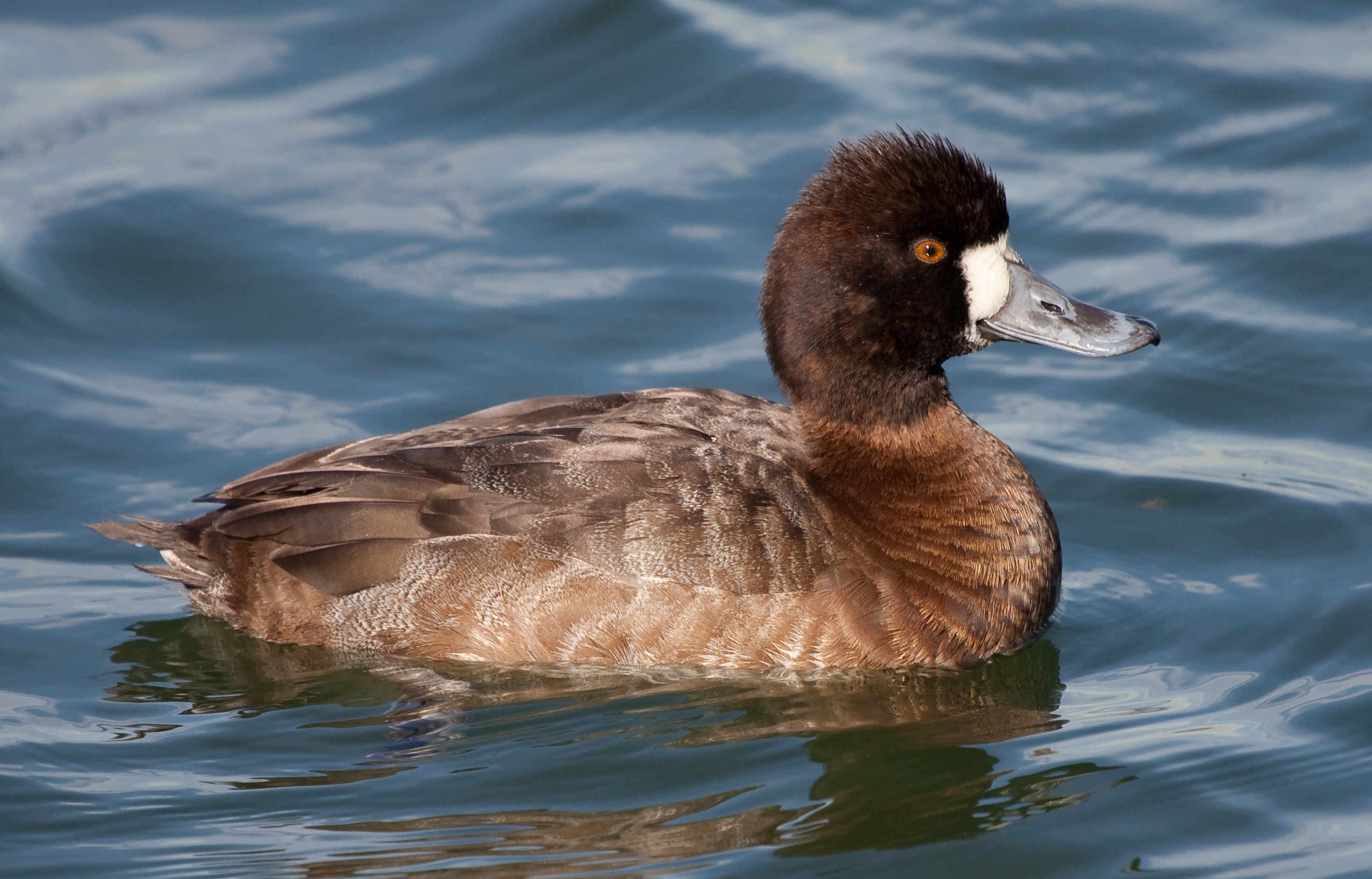
Adult hona

Mindre bergand ser ut som en småväxt bergand, ungefär stor som en vigg. Som adult mäter den mindre berganden i genomsnitt 42–43 cm, men det finns individer som mäter 38-45 cm. Vinglängden (inte vingspannet) är 19–20 cm. Adulta hanar väger 790–850 gram, honor är något mindre och väger i genomsnitt 730 gram. Tarsen är ungefär 3,6–3,8 cm och näbben mäter 3,6–4,3 cm. Den adulta hanen i häckningsdräkt har ett svart huvud med toppigt rundad bakhjässa som ger en fyrkantig huvudprofil. Den har svart bröst, vitgrå rygg och vingovansidor med grovt mörkare sicksackmönster. Undersidan är vit med ett fint gråfärgat sicksackmönster på kroppssidorna. Stjärten och en del av bakre kroppssidan är svart. På ovansidan vingen skiljer den sig från viggen och berganden genom att bara uppvisa vitt i ett band på armpennorna. Den adulta honan är brun där hanen är svart, har gråaktig ovansida och kroppssida, ett tydligt vitt parti innanför näbbasen och är tecknad som bergandshonan men skiljer sig i storlek, huvudprofil och vingteckning. Juvenilen påminner om den adulta honan men är något mörkare och har nästan inget vitt innanför näbbasen. Båda könen har blågrå näbb med svart näbbnagel och grå fötter. Hanen har klargul iris medan honan har orange eller bärnstensfärgad iris, och juveniler har bruna. I Nordamerika består ofta bergandsflockar av båda arterna.

## Läten
Från honan hörs grova och raspiga ljud, medan hanens spelläte är ett hest visslande pip.

## Utbredning
Mindre bergand är en flyttfågel som häckar på inlandslokaler på tundra från Alaska, över västra Kanada till västra Montana. Ett fåtal häckar så långt österut som James Bay och Great Lakes. Höga koncentrationer av häckande mindre bergand, med mer än en halv miljon individer, återfinns längs Mackenziefloden i Alaska och vid våtmarken Old Crow Flats i Yukon, Kanada. De flyttar till största delen utmed den centrala flyttrutten och Mississippiflygrutten och övervintrar från gränsen av USA och Kanada i nordöst och söderut genom södra Nordamerika, Centralamerika, Västindien och på Bermuda. Tusentals individer övervintrar varje år vid Topolobampolagunen i Mexiko. I Centralamerika, förekommer flockar redan i juli men det är först efter september som de är talrika. Vårflyttningen norrut påbörjas i april. I dess allra sydöstligaste och sydvästligaste utbredningsområdena i Klippiga bergen och vid de Great Lakes södra delar är arten närvarande hela året
Den ses sällan i Västeuropa men observationerna har ökat sedan första observationen som skedde under vinter 1987 i Staffordshire i Storbritannien. I Sverige sågs den första gången 1994 på Getterön i Halland. Sedan dess har ytterligare sju individer observerats, den senaste 2016, varav ett exemplar återkommande setts i Östergötland, Västergötland och Södermanland ett flertal tillfällen mellan 1999 och 2006.
Arten har även observerats på Hawaii, i Japan och på Marianerna, men även vintertid i Ecuador, Surinam, Trinidad och Venezuela och sommartid på Grönland.

## Ekologi

### Biotop
Mindre bergand häckar på inlandslokaler i sjöar, dammar och våtmarker på taiga. Arten övervintrar vanligtvis i sötvattenslokaler eller brackvatten med låg salthalt, vid sjöar, floder, skyddade laguner och havsvikar. De kan till och med övervintra i parker om de får vara ostörda. Till skillnad från bergand förekommer de sällan ute till havs.

### Häckning
Mindre bergand når vanligtvis sina häckningsområden i maj. De häckar på skyddade lokaler, direkt på marken i närheten av vatten, ofta i tät växtlighet som olika former av halvgräs. Ibland häckar de i små, löst sammanhållna grupper, inte sällan i närheten av kolonier med trutar och tärnor, och flera honor kan lägga sina ägg i samma bo. Hanarna uppvaktar honorna under vintern och de bildar par strax innan eller under vårflytten. När ruvningen påbörjats, samlas hanarna i flockar för att rugga till en eklipsdräkt, och lämnar honorna att ruva och ta hand om ungarna själv.
Boet är en grund uppskrapning i marken som fodras med växter och en mindre mängd dun. Häckningen påbörjas i maj, men merparten häckar endast i juni, vilket är senare än de flesta andra nordamerikanska änder. Kullen består i genomsnitt av nio till elva ägg men bon med upp till 26 ägg har observerats, men sådana stora kullar är ansamlingar av flera honors ägg. Honan ruvar äggen i cirka tre veckor. Ungarna är flygga efter 45–50 dagar efter att de kläckts och kort därefter påbörjas flytten till vinterkvarteren. Mindre bergand blir könsmogen under första eller andra sommaren. Den äldsta kända individen blev mer än 18 år.

### Föda

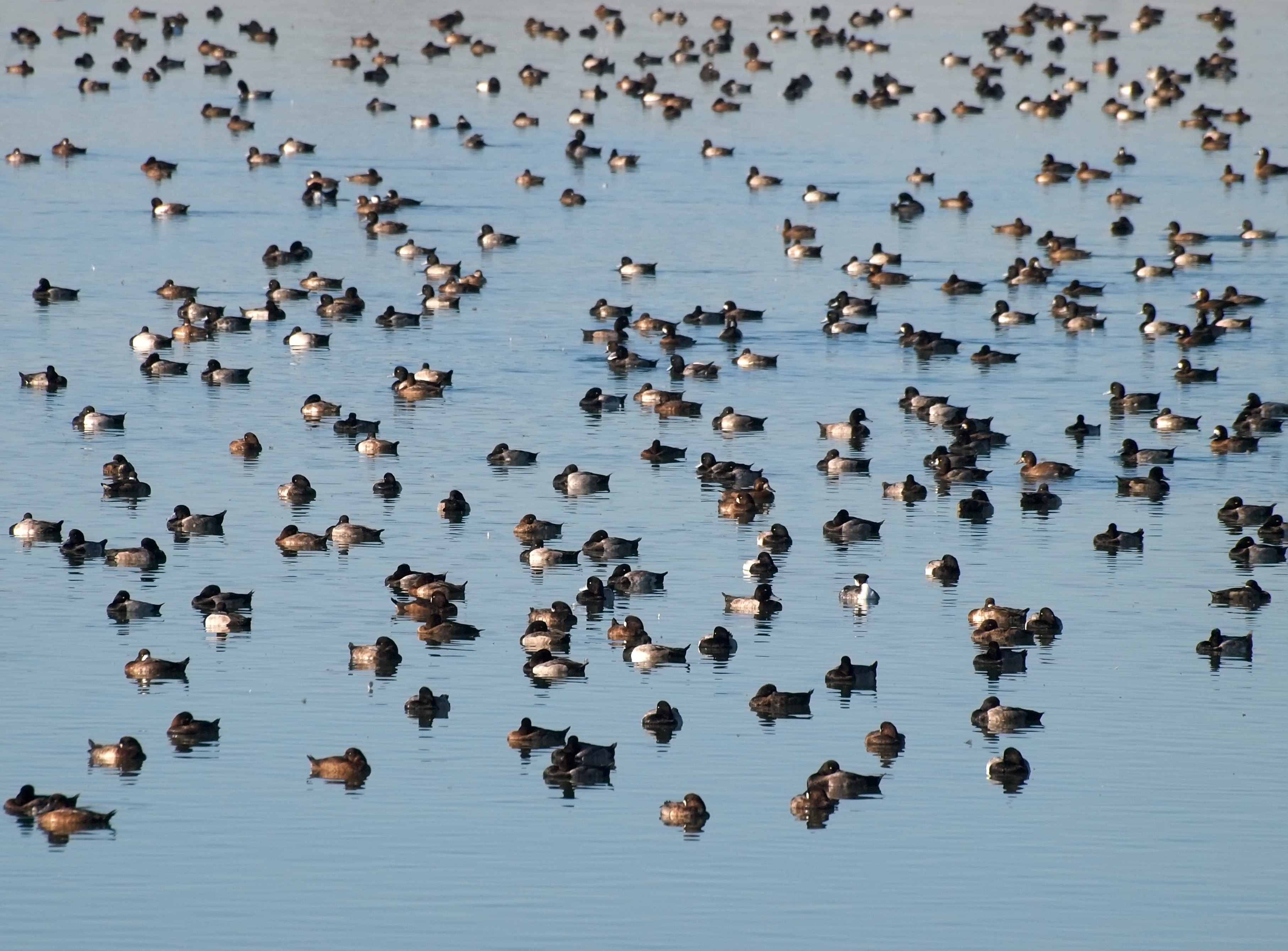
En vinterflock med mestadels bergand och mindre bergand i Kalifornien.

Mindre bergand födosöker genom att sila bottenslam genom näbben, ofta genom att dyka ned och simma under vattnet, men ibland även genom att bara tippa kroppen framåt utan att dyka. De äter främst blötdjur som musslor och snäckor, men även frön och andra delar av vattenväxter. Vintertid, och i mindre utsträckning sommartid, utgör även kräftdjur, insekter och dess larver‚ och småfisk en viktig näringskälla.

## Status och hot
Mindre bergand har det största beståndet av alla dykänder i Nordamerika men populationen har stadigt minskat sedan mitten av 1980-talet. På 1970-talet uppskattades populationen till 6,9 miljoner individer, under 1990-talet hade denna siffra halverats och i slutet av 2000-talet uppskattades populationen bestå av tre miljoner individer eller färre. Orsaken till den negativa populationstrenden är fortfarande okänd. Den har ett mycket stort utbredningsområde och trots att minskningen är alarmerande så är den inte så pass drastisk att den ännu utgör ett hot gentemot den stora populationen. På grund av dessa faktorer så kategoriseras arten som livskraftig (LC) av IUCN. En fortsatt minskning kommer dock resultera i att arten kategoriseras som nära hotad (NT) eller till och med sårbar (VU).